# Philadelphia 76ers 1967-1968
La stagione 1967-68 dei Philadelphia 76ers fu la 19ª nella NBA per la franchigia.
I Philadelphia 76ers vinsero la Eastern Division con un record di 62-20. Nei play-off vinsero la semifinale di division con i New York Knicks (4-2), perdendo poi la finale di division con i Boston Celtics (4-3).

## Roster
| N° | Naz.                   | Ruolo | Sportivo         | Anno | Alt. | Peso |
| -- | ---------------------- | ----- | ---------------- | ---- | ---- | ---- |
| 12 | Stati Uniti (bandiera) | A     | Jim Reid         | 1945 | 198  | 95   |
| 13 | Stati Uniti (bandiera) | C     | Wilt Chamberlain | 1936 | 216  | 125  |
| 14 | Stati Uniti (bandiera) | GA    | Matt Guokas      | 1944 | 196  | 79   |
| 15 | Stati Uniti (bandiera) | GA    | Hal Greer        | 1936 | 188  | 79   |
| 16 | Stati Uniti (bandiera) | AC    | Johnny Green     | 1933 | 196  | 91   |
| 20 | Stati Uniti (bandiera) | A     | Ron Filipek      | 1944 | 196  | 93   |
| 21 | Stati Uniti (bandiera) | G     | Larry Costello   | 1931 | 185  | 84   |
| 24 | Stati Uniti (bandiera) | G     | Wali Jones       | 1942 | 188  | 82   |
| 25 | Stati Uniti (bandiera) | GA    | Chet Walker      | 1940 | 198  | 96   |
| 28 | Stati Uniti (bandiera) | G     | Bill Melchionni  | 1944 | 185  | 75   |
| 32 | Stati Uniti (bandiera) | AC    | Billy Cunningham | 1943 | 198  | 95   |
| 54 | Stati Uniti (bandiera) | AC    | Lucious Jackson  | 1941 | 206  | 109  |

## Staff tecnico
- Allenatore: Alex Hannum
- Preparatore atletico: Al Domenico